# Haus Estridsson

Wappenschild des Hauses Estridson, 14. Jahrhundert

Das Haus Estridsson ist die Familie der Könige von Dänemark von 1047 bis 1412.

## Geschichte
Durch ihren ungewöhnlichen Namen, der ein Metronym ist (ein Name, der auf die Mutter Bezug nimmt), wird darauf hingewiesen, dass die Estridssons, Nachfahren der Estrid Svendsdatter, in weiblicher Linie die Nachfolger der Jelling-Dynastie sind, zu der mit Harald Blauzahn und Knut dem Großen die bekanntesten hochmittelalterlichen Könige Dänemarks gehören. Ihren Aufstieg nahm das Geschlecht, indem Ulf Jarl († um 1026 als Reichsverweser von Dänemark) Estrid Svendsdatter, die Tochter des dänischen Königs Sven Gabelbart und Schwester von Knut dem Großen, König von Dänemark, Norwegen und England, aus dem Haus Jelling heiratete. Nach ihr wurde ihr Sohn Sven Estridsson (um 1020–1076), der 1047 König von Dänemark wurde, benannt und ebenso die Dynastie. Nach seinem Vater Ulf Jarl wird sie gelegentlich auch als „die Ulfinger“ bezeichnet.
Nach dem Tod von Sven Estridsson 1076 wurde das neue Königshaus nacheinander durch drei legitime Söhne und einen Enkel als Könige fortgesetzt, die jedoch ohne männliche Erben starben, woraufhin drei uneheliche Söhne (Bastarde) Svens einander auf dem Thron folgten: Olaf Hunger, Erik Ejegod und Niels; Eriks Nachfahren setzten dann die Dynastie bis 1412 fort. Die jüngere, sogenannte Abelslinie stellte von 1232 bis 1375 die Herzöge von Schleswig; mit Waldemar V. stellte sie 1326–1330 kurzzeitig auch einen König. Nachdem die Königsmacht im 14. Jahrhundert fast gänzlich verfallen war, wurde sie durch König Waldemar IV. Atterdag († 1375) und seine Tochter Margarethe I. wiederhergestellt. Unter Letzterer erreichte die Dynastie mit der Kalmarer Union von 1397 ihren Höhepunkt, als die Königreiche Dänemark, Norwegen und Schweden in einer Hand vereinigt wurden. Doch erlosch mit Margarete I. 1412 auch die Familie Estridsson. Nach einem Interregnum mehrerer Nachfahren in weiblicher Linie wählten die dänischen Stände 1448 den Oldenburger Grafen Christian I. zum König; über weibliche Linien war er ebenfalls ein entfernter Nachfahre von Waldemar dem Großen. Seither stellt bis heute das Haus Oldenburg die dänischen Monarchen, zuletzt über Margrethe II. wiederum in weiblicher Linie.

## Stammliste (Auszug)

### Von Thorgils Sprakling bis Erik Ejegod
1. Björn (Ursus)
  1. Thorgils Sprakling (vermutlich kein Sohn von Styrbjörn)[1]
    1. Ulf Jarl; † ermordet wohl 1026, wohl 1017 Jarl in England, Reichsverweser von Dänemark; ⚭ Estrid Svendsdatter, Tochter des dänischen Königs Sven Gabelbart und Schwester von Knut dem Großen, König von Dänemark, Norwegen und England (Haus Jelling)
      1. Sven Estridsson, * wohl 1020; † 28. April 1076, 1042 Jarl, 1047 König von Dänemark
        1. Svend; ⚭ Florine von Burgund, Tochter von Eudes I., Herzog von Burgund (Älteres Haus Burgund), beide getötet 1097 in Kappadokien als Teilnehmer des Ersten Kreuzzugs
        2. Harald Hen; † 17. April 1080, wohl 1076 König von Dänemark
        3. Sigrid; ⚭ Gottschalk, Fürst der Abodriten; † ermordet 1066
        4. Knut der Heilige; † ermordet 10. Juli 1086, 1076 Jarl von Seeland, 1080 König von Dänemark; ⚭ Adele, * wohl 1065; † April 1115, Tochter von Robert dem Friesen, Graf von Flandern (Haus Flandern)
          1. Karl der Gute, * wohl 1084; † ermordet 2. März 1127 in Brügge, 1119 Graf von Flandern; ⚭ um 1119 Marguerite, Tochter von Renaud II., Graf von Clermont-en-Beauvaisis (Haus Clermont)
          2. Cecilia;  ⚭ Erik, Jarl von Västergötland
          3. Ingegerd; ⚭ Folke der Dicke

        5. Olaf Hunger; † 18. August 1095, 1080 Jarl von Südjütland, 1086 König von Dänemark; ⚭ Ingegerd, Tochter von Harald Hardrade, König von Norwegen
        6. Ingrid; ⚭ um 1070 Olav Kyrre, König von Norwegen.
        7. Erik Ejegod; † 10. Juli 1103 auf Zypern, 1080 Jarl von Seeland, 1095 König von Dänemark – Nachkommen siehe unten
        8. Svend; † 1104
          1. Henrik der Hinkende, X 4. Juni 1134; ⚭ Ingrid Ragnvaldsdatter, Tochter von Ragnvald, König in Schweden
            1. Magnus Henriksson, X 1161, 1160 König von Schweden, ⚭ Brigitta, Tochter von Harald Gille, König von Norwegen
            2. Regnald Henriksson
            3. Knud Henriksson; † 12. März 1162, wohl 1150 Herzog von Südjütland, 1157 Herzog von Jütland
            4. Buris, * wohl 1130; † ermordet wohl 1167, 1162 Herzog von Südjütland; ⚭ um 1166 NN, Tochter von Hermann II. von Winzenburg

        9. Niels; † ermordet 25. Juni 1134, 1104 König von Dänemark ⚭ Margarethe Fredkulla, Tochter von Inge Stenkilsson, König von Schweden
          1. Magnus der Starke, * wohl 1106, X 4. Juni 1134, König von Västergötland, 1134 König von Dänemark; ⚭ Richiza, Tochter von Herzog Bolesław III. von Polen
            1. Knut Magnussen; † ermordet 9. August 1157, 1147 König von Jütland, 1154 Mitkönig von Dänemark; ⚭ 1156 Helena (auch Elin) Sverkersdotter von Schweden, Tochter von Sverker I., König von Schweden
              1. Niels; † 1180, 1260 der Heilige
              2. Waldemar; † 18. Juli 1236 im Kloster Cîteaux, 1182 Bischof von Schleswig, 1190/92, 1207, 1211 Erzbischof von Bremen

      2. Björn Estridsson; † ermordet 1049, Jarl in England =? Björn genannt Beresune
        1. Siward; † 26. März 1055, als Earl of Northumbria 1033–1055 bezeugt, bestattet in Galmanho Monastery; ⚭ (1) Ælfflæd, Tochter von Earl Ealdred II. von Bamburgh, Enkelin von Earl Uhtred von Northumbria; ⚭ (2) Godgifu; † vor 1055
          1. Osbjörn, genannt Bulax, X 27. Juli 1054 in Schottland
          2. (1) Waltheof (II.); † hingerichtet 31. Mai 1076 in Winchester, Earl of Northumbria 1072–1075; ⚭ 1070 Judith von Lens, * 1054; † nach 1086, Tochter von Lambert von Boulogne, Graf von Lens (Haus Boulogne), und Adelheid von Normandie, dadurch Nichte von Wilhelm dem Eroberer) (Rolloniden)
            1. Maud of Huntingdon, * wohl 1071/74; † zwischen 30. April 1130 und 22. April 1131, Countess of Huntingdon; ⚭ (1) Simon I. de Senlis; † 1111/13, Earl of Northampton und Earl of Huntingdon, beides wohl de iure uxoris; ⚭ (2) 1113  Dabíd mac Maíl Choluim, * 1080; † 24. Mai 1153, 1124 König David I. von Schottland, Sohn von König Malcolm III. (Haus Dunkeld) und Margareta von England (Haus Wessex)
            2. Adelisa of Huntingdon, * wohl 1076/76; † wohl nach 1126, ⚭ wohl 1103 Raoul III. de Tosny; † wohl 1126, Seigneur de Tosny et de Conques, Sohn von Raoul II. de Tosny (Haus Tosny) und Isabelle de Montfort, Tochter von Simon I. von Montfort (Haus Montfort-l’Amaury)

      3.  ? NN
        1.  ? NN [Sibylla]; ⚭ wohl 1030 Duncan, King of Strathclyde, 1034 König von Schottland, Sohn von Crínán von Dunkeld, Mormaer von Atholl (Haus Dunkeld); und Bethoc

      4. Asbjörn; † wohl 1086, Jarl in Dänemark

    2. Gytha Thorkelsdóttir; ⚭ Godwin; † 1053, Earl of Wessex – die Eltern u. a. von Harald II. von England (Godwins)
    3. Eilaf Jarl

### Von Erik Ejegod bis Christoph I.
1. Erik Ejegod; † 10. Juli 1103 auf Zypern, 1080 Jarl von Seeland, 1095 König von Dänemark – Vorfahren siehe oben
  1. Knud Lavard, * 1096; † ermordet 7. Januar 1131, 1115 König von Südjütland, 1129 König der Wenden; ⚭ Ingeborg, Tochter von Mstislaw I. Wladimirowitsch, Großfürst von Kiew (Rurikiden)
    1. Christina (Kirstin); ⚭ 1133 Magnus der Blinde, X 12. Dezember 1139, 1130/35 König von Norwegen
    2. Katharina ⚭ Prislav
    3. Margarethe; ⚭ Stig Hvítaledr (Stig Tokesen Hvide)
      1. Christina; ⚭ Karl Sverkersson, König von Sweden; † 1167
      2. Niels
      3. Aage

    4. Waldemar der Große, * 14. Januar 1131; † 12. Mai 1182, 1157 König von Dänemark; ⚭ 1157 Sofia Wolodarowna; † 5. Mai 1198, Tochter von Wolodar, Fürst von Minsk
      1. (unehelich) Christoffer; † 1173, Herzog von Südjütland
      2. Sophie; † 1208; ⚭ Siegfried III.; † 1206, Graf von Orlamünde
      3. Knut VI.; † 12. November 1202, 1182 König von Dänemark; ⚭ 1177 Gertrud von Sachsen, Tochter von Heinrich dem Löwen (Welfen)
      4. Waldemar der Sieger; † 28. März 1241, 1202 König von Dänemark; ⚭ I 1205 Dagmar (Margareta), Tochter von Ottokar I. Přemysl, König von Böhmen (Przemysliden); ⚭ II 1214 Berengaria von Portugal; † 1221, Tochter von Sancho I., König von Portugal
        1. (unehelich) Niels I. (Nikolaus), 1216 Graf von Halland – Nachkommen: die Grafen von Halland; † 1314
        2. (unehelich) Knut, * 1211; † 15. Oktober 1260, 1219 Herzog von Estland, 1232 Herzog von Blekinge, vor 1260 Herzog von Lolland; ⚭ NN, Tochter von Swantopolk, Herzog von Pommerellen (Samboriden) – Nachkommen: die Herren von Skarsholm; † vor 1408
        3. (I) Waldemar III., * 1209; † 1231, 1215 König von Dänemark; ⚭ Eleonora, Tochter von Alfons II., König von Portugal
        4. (II) Erik IV. Plogpenning, * 1216; † ermordet 10. August 1250, 1241 König von Dänemark; ⚭ 1239 Jutta, Tochter von Albrecht I., Herzog von Sachsen (Askanier)
          1. Sophie; † 1286; ⚭ Waldemar Birgersson, König von Schweden; † 1302 (Folkunger)
          2. Ingeborg; † 1287; ⚭ Magnus Lagabøte, König von Norwegen; † 1280

        5. (II) Sofie, * 1217; † 2. November 1247; ⚭ 1230 Johann I. Markgraf von Brandenburg; † 4. April 1266 (Askanier)
        6. (II) Abel, X 29. Juni 1252, 1250 König von Dänemark; ⚭ Mechthild von Holstein; † 1288, Tochter von Adolf IV., Graf von Holstein – Nachkommen siehe unten
        7. (II) Christoph I.; † 29. Mai 1259, 1252 König von Dänemark; ⚭ 1248 Margarete (Swinislawa) von Pommerellen, Tochter von Herzog Sambor II. (Samboriden) – Nachkommen siehe unten

      5. Ingeborg; † 1237/38; ⚭ 1193 Philipp Augustus, König von Frankreich; † 14. Juli 1223 (Stammliste der Kapetinger)
      6. Helene; † 1233; ⚭ 1202 Herzog Wilhelm von Lüneburg; † 1213 (Welfen)
      7. Rikissa; † 1220; ⚭ Erik X., König von Schweden; † 1216

  2. Harald Kesja; † ermordet 1135, 1102/03 Reichsverweser; ⚭ Ragnhild, Tochter von Magnus Barfuss, König von Norwegen
    1. Björn Jernside; † 1134; ⚭ Katharina, Tochter von Inge Stenkilsson, König von Schweden
      1. Christina; ⚭ Erik der Heilige; † ermordet 18. Mai 1159, wohl 1156 König von Schweden

    2. Olaf Haraldsen, X wohl 1143, dänischer Gegenkönig
      1.  ? Harald der Dünne; † wohl 1183, 1182 König von Schweden

  3. Ragnhild; ⚭ Hakon Sunnivasson
    1. Erik Lam; † 27. August 1146, 1137 König von Dänemark; ⚭ 1144 Luitgard von Stade, Tochter von Rudolf I., Graf von Stade (Udonen)

  4. Erik Emun; † 18. September 1137, 1134 König von Dänemark; ⚭ Malmfrid von Kiew, Tochter von Mstislaw I. Wladimirowitsch, Großfürst von Kiew (Rurikiden)
    1. Sven III.; † 23. Oktober 1157, 1147 König von Seeland, 1152 König von Dänemark; ⚭ Adela, Tochter von Konrad der Große, Markgraf von Meißen (Wettiner)
      1. Luitgard; ⚭ Berthold III.; † 11. Dezember wohl 1188, 1151 Graf von Andechs, 1173 Markgraf von Istrien

### Die Herzöge von Schleswig
1. Abel, X 29. Juni 1252, 1250 König von Dänemark; ⚭ Mechthild von Holstein; † 1288, Tochter von Adolf IV., Graf von Holstein – Vorfahren siehe oben
  1. Waldemar III.; † 1257, 1253 Herzog von Südjütland (Schleswig)
  2. Erich; † 27. Mai 1272, 1260 Herzog von Schleswig; ⚭ Margareta, Tochter von Jaromar II., Fürst von Rügen
    1. Waldemar IV.; † 1312, 1283 Herzog von Schleswig; ⚭ Elisabeth, Tochter von Herzog Johann I. von Sachsen-Lauenburg (Askanier)
      1. Erich II.; † 12. März 1325, 1312 Herzog von Schleswig; ⚭ Adelheid, Tochter von Heinrich I., Graf von Holstein
        1. Waldemar V.; † 1364, 1325–1326 und 1330–1364 Herzog von Schleswig, 1326–1330 als Waldemar III. gewählter König von Dänemark; ⚭ Richardis, Tochter von Günzel VI., Graf von Schwerin
          1. Heinrich; † 1375, 1364 Herzog von Schleswig

        2. Heilwig; ⚭ Waldemar IV. Atterdag, König von Dänemark; † 24. Oktober 1375 (siehe unten)
        3. (unehelich) Valdemar Eriksen Sappi † 1398

      2. (unehelich) Abel Valdemarsen – Nachkommen: die Rynd; † 1405

    2. Margarete; † nach 1313; ⚭ Helmhold III., Graf von Schwerin
    3. Erich Eriksen Langbein, * 1272; † 1310, 1295 Fürst von Langeland; ⚭ Sophie, Tochter von Burchard VII., Burggraf von Magdeburg

  3. Abel, * 1252; † 2. April 1279; ⚭ Mechtild, Tochter von Günzel III., Graf von Schwerin

### Von Christoph I. bis Margarethe I.
1. Christoph I.; † 29. Mai 1259, 1252 König von Dänemark; ⚭ 1248 Margarete (Swinislawa) von Pommerellen, Tochter von Herzog Sambor II. (Samboriden) – Vorfahren siehe oben
  1. Erik V. Klipping; † ermordet 22. November 1286, 1259 König von Dänemark; ⚭ Agnes von Brandenburg; † 29. September 1304, Tochter von Johann I., Markgraf von Brandenburg (Askanier)
    1. Erik VI. Maendved, * 1274; † 13. November 1319, 1286 König von Dänemark; ⚭ Ingeborg; † 1319, Tochter von Magnus Ladulas, König von Schweden (Folkunger)
    2. Christoph II., * 1276; † 2. August 1332, 1320/26 und 1329/32 König von Dänemark; ⚭ Euphemia, Tochter von Bogislaw IV., Herzog von Pommern
      1. Margareta; † 1340; ⚭ Ludwig V., 1324/51 Markgraf von Brandenburg, 1347 Herzog von Bayern; † 18. September 1361 (Wittelsbacher)
      2. Erik; † 1332, 1321 zum König gewählt; ⚭ Elisabeth; † vor 1340, Tochter von Heinrich I. Graf von Holstein
      3. Otto, 1326/47 Herzog von Lolland und Estland
      4. Waldemar IV. Atterdag; † 24. Oktober 1375, 1340 König von Dänemark; ⚭ Heilwig, Tochter von Erich II., Herzog von Schleswig (siehe oben)
        1. Christoffer; † 11. Juni 1363, 1359 Herzog von Lolland
        2. Ingeborg, * 1. April 1347; † vor 16. Juni 1370; ⚭ Heinrich III. Herzog von Mecklenburg-Schwerin; † 24. April 1383 – die Großeltern von Erich von Pommern.
        3. Margarethe I., * 1353; † 28. Oktober 1412, 1375–1385 und 1387–1396 Regentin und Herrscherin von Dänemark, 1380–1385 und 1387–1389 Regentin und Herrscherin von Norwegen, 1389–1396 Herrscherin von Schweden, 1397 Mitbegründerin der Kalmarer Union; ⚭ 1363 Hakon VI. Magnusson, 1355 König von Norwegen, 1362–1364 König von Schweden; † 1380
          1. Olaf II. (V.), * Dezember 1370; † 3. August 1387, 1376 gewählter König von Dänemark, 1380 König von Norwegen, 1385 König von Dänemark

      5. (unehelich) Erik Christoffersen – Nachkommen: die Løvenbalk; † nach 1598

    3. Richiza; † vor 27. Oktober 1308; ⚭ 1292/1293 Nikolaus II., Fürst von Werle, 1283 in Parchim; † 1316
    4. Margarethe (Märta); † 2. März 1341; ⚭ 1298 Birger Magnusson, König von Schweden; † 31. Mai 1321 (Folkunger)

  2. Mechtild; ⚭ Albrecht III., 1268 Markgraf von Brandenburg; † 1300 (Askanier)
  3. Margareta; † 1306; ⚭ Johann II. Graf von Holstein in Kiel; † wohl 1321